# Dan Kinsey
Pour les articles homonymes, voir Kinsey.

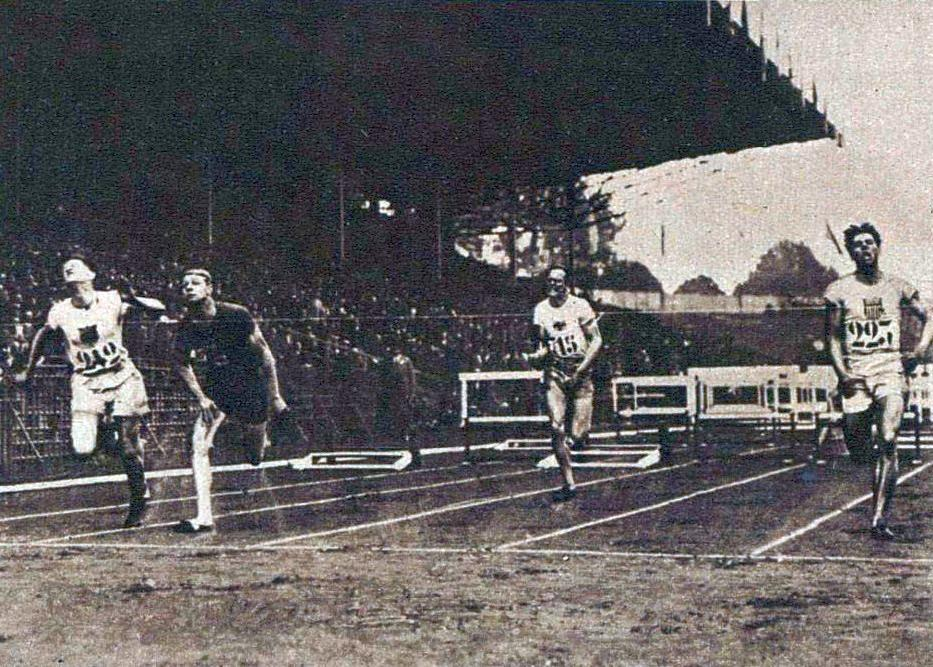
Dan Kinsey vainqueur du 110 mètres haies devant Sid Atkinson, aux JO de 1924.

Daniel Chapin « Dan » Kinsey, né le 22 janvier 1902 à Saint-Louis et mort le 27 juin 1970, est un athlète américain.

## Jeux olympiques
- Jeux olympiques d'été de 1924 à Paris  France:
  -  Médaille d'or sur 110 m haies.